# دارا و سارا
دارا و سارا نام دو عروسک اسباب بازی دوقلو و شخصیت داستانی هشت ساله ایرانی است. آنها برای اولین بار در مارس ۲۰۰۲ به عنوان جایگزینی برای عروسک باربی معرفی شدند. ۱۰۰۰۰۰ عروسک در اولین دور تولید توسط یک تولیدکننده در هنگ کنگ ساخته شد. قیمت این عروسک‌ها کمتر از عروسک‌های باربی است و هدف آنها ترویج فرهنگ ایرانی است، هرچند که موفقیت چندانی نداشتند. سارا و دارا در سبک‌های مختلف موجود هستند که از یک لباس سنتی الگو گرفته‌اند.

## داستان‌ها
در دهه ۱۳۸۰ خورشیدی نوشتن کتاب‌های دارا و سارا و شخصیت بخشیدن به آن‌ها شروع شد. مجموعه کتاب‌های سفرهای دارا و سارا به شهرهای مختلف ایران با هدف ایرانگردی با نگارش رامک نیک طلب در کانون پرورش فکری کودکان و نوجوانان منتشر شد. این مجموعه در پروژه هزار سال ادبیات فارسی کتابخانه کنگره آمریکا معرفی شده‌است.

## ساخت عروسک
ایدهٔ ساخت عروسکهای ملی دارا و سارا از سال ۱۳۷۵ توسط کانون پرورش فکری کودکان و نوجوانان مطرح شد. پس از پنج سال این دو عروسک، با لباسهای محلی اقوام مختلف ایرانی، با هدف آشناسازی کودکان ایرانی با فرهنگ ایرانی، در سال ۱۳۸۰ ساخته شدند. کانون پرورش فکری کودکان و نوجوانان وسایل جنبی عروسک‌های دارا و سارا مثل لوازم تحریر، نوار سرود، تقویم، پوستر و جوراب را نیز تولید و عرضه کرد. به گفتهٔ محسن چینی‌فروشان، مدیر عامل سابق کانون پرورش فکری کودکان و نوجوانان، به دلیل کیفیت نامرغوب عروسک‌های ایرانی، ساخت این عروسک‌ها به چین واگذار شد. وی می‌گوید: البته چین تنها مجری طرح تولید است و هیچ نظارتی بر طراحی و ساخت این عروسک‌ها نداشته‌است.
در مرداد ۱۳۹۴ از نسل سوم عروسک‌های دارا و سارا رونمایی شد. در ساخت این عروسک‌های جدید، تغییراتی صورت گرفته که حرکت مفاصل آرنج و زانو، از مهم‌ترین تفاوت‌های نسل جدید با عروسک‌های پیشین است. همچنین در ساخت این سری، از بهترین مواد اروپایی استفاده شد و حتی در شکل و جنس چشم عروسک نیز تغییرهایی ایجاد شده‌است. این عروسک‌ها برای مبارزه با خرید عروسک‌های باربی ساخته شد. چراکه حکومت جمهوری اسلامی ایران باربی را عامل فساد کودکان ایران می‌دانستند.

## نقدها
برخی صاحب نظران عروسک خوب را عروسکی می‌دانند که بتوان با آن به راحتی بازی کرد و مانند عروسک‌های باربی امکان تغییر ظاهر و نوع لباس عروسک وجود داشته باشد. این عروسک‌ها را می‌شود بی‌لباس خرید. تنوع لباس‌های باربی به حدی‌است که می‌توان از او از یک کارگر ساختمانی یا باغبان گرفته تا یک ملکه یا هنرپیشه ساخت و اینها همه تنها به وسیله لباس‌های متعدد ساده و گوناگونی‌است که متناسب با حالات باربی و اتفاقات زندگی روزمره‌اش طراحی و عرضه شده‌است. ولی لباس‌های فاخر و غیرقابل انعطافِ دارا و سارا مانع از بازی متنوع بچه‌ها با آنهاست. یکی دیگر از تفاوت‌های این عروسک‌ها قیمت آن‌هاست؛ که همین مسئله حتی موجب گرایش والدین به خرید عروسک‌های باربی برای کودکان‌شان می‌شود. به گفته برخی کارشناسان روانشناسی بازی دارا و سارا در شکل کنونی خود بیشتر عروسک‌های زینتی هستند. آناتومی و ساختمان بدنی باربی ساده و در عین حال متحرک است. اما سارا و دارا توان حرکات پیچیده باربی را که در تمامی مفاصل (به جزء انگشتان پا) از الگوی انسانی تبعیت می‌کنند، ندارند.
یکی دیگر از ضعف‌های طراحی عروسک‌های دارا و سارا وزن این عروسک‌ها است و طراحی و تولید به گونه‌ای است که بدن آن‌ها توپر می‌باشد و همین امر وزن عروسک‌ها را افزایش داده که ممکن است برای کودکان خطرساز باشد.
به گفتهٔ مهدی باقری معاون تولید کانون پرورش فکری کودکان و نوجوانان تولیدات جدید دارا و سارا مشکلات فعلی این عروسک‌ها را که شامل گرانی قیمت، سنگینی وزن و ارتفاع نامناسب آن‌هاست، نخواهند داشت. وی تصریح کرد: هدف ما از تولید این عروسک‌ها مقابله با عروسک‌های باربی نیست.